# 宣室志
《宣室志》是唐人張讀的作品，凡十卷，補遺一卷。

## 內容主旨
张讀是張薦之孫，牛僧孺的外孫，牛僧孺撰有《玄怪錄》，張氏撰《宣室志》乃受其祖辈影响很深。宣室是指汉代未央宫之偏殿，宣室之典故取自漢文帝曾在宣室召見賈誼問鬼神之事。
《宣室志》多錄仙佛鬼怪之事，深受佛家思想影響，往往宣揚因果報應等觀念。又如奈何橋亦出自《宣室志》第四卷，“行十餘里，至一水，廣不數尺，流而西南。觀問習，習曰：‘此俗所謂奈河，其源出地府。’”。宋以後原書不存，但可見於《太平廣記》，幾乎全書收録。明人輯本為十卷，但已非原編，今更不見苗台符序文。一說梁祝故事完整情節最早見於《宣室志·义妇冢》，但今版亦不存梁祝故事。